# Independence (Utah)
Independence è un comune degli Stati Uniti d'America, situato nello Stato dello Utah, nella contea di Wasatch. Secondo il censimento del 2020 gli abitanti di Independence ammontavano a 121.